# مشاع علي علي أبادي (اسماعيلي كرمان)
مشاع علي علي أبادي (بالإنجليزية: Masha-ye Ali Aliabadi)‏ هي منطقة سكنية تقع في إيران في منطقة إسماعيلي. يقدر عدد سكانها بـ 86 نسمة .